# 1829 en Grèce ottomane
Chronologie de la Grèce
- 1825
- 1826
- 1827
- 1828
- 1829
- 1830
- 1831
- 1832
- 1833

Cette page concerne les évènements survenus en 1829 en Grèce ottomane  :

## Événement
- Guerre d'indépendance grecque (1821-1829).
  - 12 septembre : Bataille de Pétra (el) (bataille finale)
- 11-26 août : Assemblée nationale d'Argos
- Recensement de la Grèce par la partie scientifique de la mission française de l'expédition de Morée.

## Création
- Inauguration du musée archéologique d'Égine
- Sénat de la Grèce moderne